# Cadillac Serie 65
La Serie 65 è un'autovettura full-size di lusso prodotta dalla Cadillac dal 1937 al 1938.

## Storia
Nel model year 1937, la gamma Cadillac era composta dai modelli Serie 60, Serie 65, Serie 70 e 75, che avevano installato un motore V8; dalla Serie 80 e 85, che aveva montato un motore V12; e dalla Serie 90, che era invece dotata di un motore V16.
Nello specifico, la Serie 65 era spinta da un motore V8 da 5,7 L di cilindrata e 135 CV di potenza. Il motore era anteriore, mentre la trazione era posteriore. Il cambio era manuale a tre rapporti. Nel 1938 fu introdotta la versione cabriolet. Nell'anno precedente, infatti, la Serie 65 era offerta solo in versione berlina.
Uscì di produzione nel 1939 dopo 3.877 esemplari prodotti.
| Dati Cadillac Serie 65 (1937/38) |                  |              |            |               |           |
| Anno                             | Cilindrata (cm³) | Potenza (PS) | Passo (mm) | Prezzo (US-$) | Esemplari |
| 1937                             | 5.671            | 135          | 3.327      | 1.945         | 2.401     |
| 1938                             | 5.671            | 135          | 3.353      | 2.285–2.600   | 1.476     |